# راگبی ۷ نفره در المپیک تابستانی
برای حضور در المپیک ۲۰۱۶ دو ورزش راگبی ۷ نفره و گلف رقابت داشتند و تصمیم نهایی مبنی بر افزودن راگبی ۷ نفره به المپیک، در جلسه IOC در کپنهاگ در تاریخ اکتبر ۲۰۰۹ گرفته شد. IRB (راگبی جهانی) با فرستادن افراد حاضر در کمیته به رویدادهای برجسته راگبی هفت نفره، در اتخاذ این تصمیم تأثیرگذار بود. همچنین فدراسیون تصمیم گرفت مسابقات جام جهانی راگبی ۷ نفره را لغو کند تا بالاترین سطح این رسته از راگبی در خود المپیک باشد و اهمیت راگبی ۷ نفره در المپیک افزایش یابد.

## گنجاندن راگبی هفت در المپیک

### پیشنهاد ۱۹۳۲
یک مرد اسکاتلندی مستقر در کانادا، آقای دبلیو هستِی کوکرین، در تلاش خود برای بردن راگبی ۷ نفره به المپیک ۱۹۳۲ لس آنجلس ناموفق بود؛ زیرا کمیته بین‌المللی المپیک پاسخ داد نمی‌توان بیش از دو ورزش نمایشگاهی در المپیک داشت و فوتبال آمریکایی و چوگان ظرفیت را تکمیل کرده‌اند.

### پیشنهاد ۲۰۱۲
راگبی ۷ نفره یکی از پنج رشته ورزشی بود، که در کنار گلف، کاراته، ورزش‌های غلتکی و اسکواش، در پیشنهاد سال ۲۰۰۵ در ۱۱۷ امین جلسهٔ کمیتهٔ المپیک در سنگاپور، پیشنهاد شدند تا در بازی‌های المپیک ۲۰۱۲ گنجانده شوند. IOC اعلام کرد که هیچ ورزشی اضافه نخواهد شد، مگر اینکه تعدادی از سایر ورزش‌های موجود حذف شوند. با این حال در سال ۲۰۱۲، با رای‌گیری دو رشته ورزشی از بین پنج نامزد، اسکواش و کاراته، به عنوان ورزش‌های بالقوه  انتخاب شدند.

### ۲۰۱۶
این رویداد در طول سه روز ۷۸۰۰۰ طرفدار را به خود جذب کرد و ولز قهرمان جهان مردان شد، در حالی که استرالیا اولین قهرمانی جام جهانی زنان را به دست آورد.
همراه با جام جهانی، IRB از برخی از بزرگ‌ترین نام‌های راگبی برای کمک به این مناقصه استفاده کرد. در مارس ۲۰۰۹، جونا لومو و لارنس دالاگلیو به عنوان سفیران این مناقصه معرفی شدند و در آوریل 2009 Waisale Serevi به عنوان سفیر همزمان با مجمع عمومی کمیته ملی المپیک اقیانوسیه معرفی شد. در می ۲۰۰۹، IRB اعلام کرد که هفت نفره جام جهانی راگبی را کنار می‌گذارد تا شانس گنجاندن این ورزش را افزایش دهد: فایده این حرکت این است که المپیک را به رویداد برتر راگبی بین‌المللی تبدیل کند.
و همچنین راگبی هفت، بیسبال و سافت بال (که در سال ۲۰۰۵ از برنامه المپیک حذف شدند)، کاراته، اسکواش، گلف و ورزش‌های غلتکی (اسکیت سرعت درون خطی) همگی به دنبال گنجاندن در بازی‌های ۲۰۱۶ و رهبران هفت ورزش بودند. در ژوئن ۲۰۰۹ ارائه‌های رسمی به هیئت اجرایی IOC ارائه کرد یک سیستم جدید از این جلسه برقرار شد، که در آن یک ورزش اکنون به جای اکثریت دو سوم قبلی، فقط به اکثریت ساده برای گنجاندن نیاز دارد.
در ۱۳ اوت ۲۰۰۹، اعلام شد که هیئت اجرایی کمیته بین‌المللی المپیک، راگبی را برای گنجاندن در بازی‌های المپیک ۲۰۱۶ توصیه می‌کند و در ۹ اکتبر ۲۰۰۹، IOC در صد و بیست و یکمین جلسه IOC در کپنهاگ، گنجاندن راگبی هفت نفره در بازی‌های المپیک رای لازم را کسب کرد.
IRB در ابتدا پیشنهاد کرده بود که راگبی ۷ نفره المپیک شامل ۱۲ تیم از هر جنس باشد، که مشابه تعداد تیم‌ها در دیگر مسابقات ورزشی توپی و تیمی است. در طول ارائه IRB در جلسه IOC، دو عضو IOC پرسیدند که چرا فقط ۱۲ تیم شامل می‌شوند: مایک میلر، مدیر اجرایی IRB پاسخ داد: «ما از راهنمایی‌های اعضای اجرایی IOC پیروی کردیم، اما اگر IOC احساس می‌کند باید تیم‌های بیشتری داشته باشیم، ما تیم‌های بیشتری اضافه خواهیم کرد.»
۱۲ تیم راگبی در مسابقات مردان و زنان شرکت می‌کنند و از یکی از چهار مسیر زیر راهیابی تیم‌های ملی مذکور انجام می‌پذیرد:
- کشور میزبان به‌طور خودکار واجد شرایط است.
- چهار تیم با قرار گرفتن در جمع چهار تیم برتر سری راگبی هفت نفره جهانی (SVNS) واجد شرایط می‌شوند.
- شش تیم ملی با کسب مقام اول در مسابقات قهرمانی قاره‌ای واجد شرایط می‌شوند. قاره‌ها شامل اروپا، آفریقا، اقیانوسیه، آسیا، آمریکای جنوبی و آمریکای شمالی هستند.
- آخرین سهمیه به قاره‌ای می‌رسد که در مسابقات میان‌قاره‌ای قهرمان شود.

## سیستم مسابقه
هر دو رقابت مردان و زنان از دو بخش تشکیل شده است: بازی‌های گروهی و سپس یک دور حذفی.
برای بازی در گروه‌ها، دوازده تیم به سه گروه چهار تیمی تقسیم می‌شوند. هر تیم یک بار با هریک از سه تیم دیگر در گروه خود بازی می‌کند.
در پایان بازی‌های مرحلهٔ گروهی، هشت تیم برتر - دو تیم برتر از هر گروه به علاوه دو تیم از بهترین تیم‌های سوم - به مرحلهٔ یک چهارم نهایی راه پیدا می‌کنند. سپس تیم‌ها دو به دو به رقابت می‌پردازند.
دور حذفی از مرحله یک چهارم نهایی، تا نیمه نهایی و فینال ادامه دارد. تیم‌هایی که ببازند، حذف می‌شوند و نهایتاً در فینال برنده به مدال طلا و بازنده به مدال نقره می‌رسد. دو تیم حذف شده در نیمه نهایی نیز برای کسب مدال برنز و جایگاه سومی بازی می‌کنند.

## تاریخچه

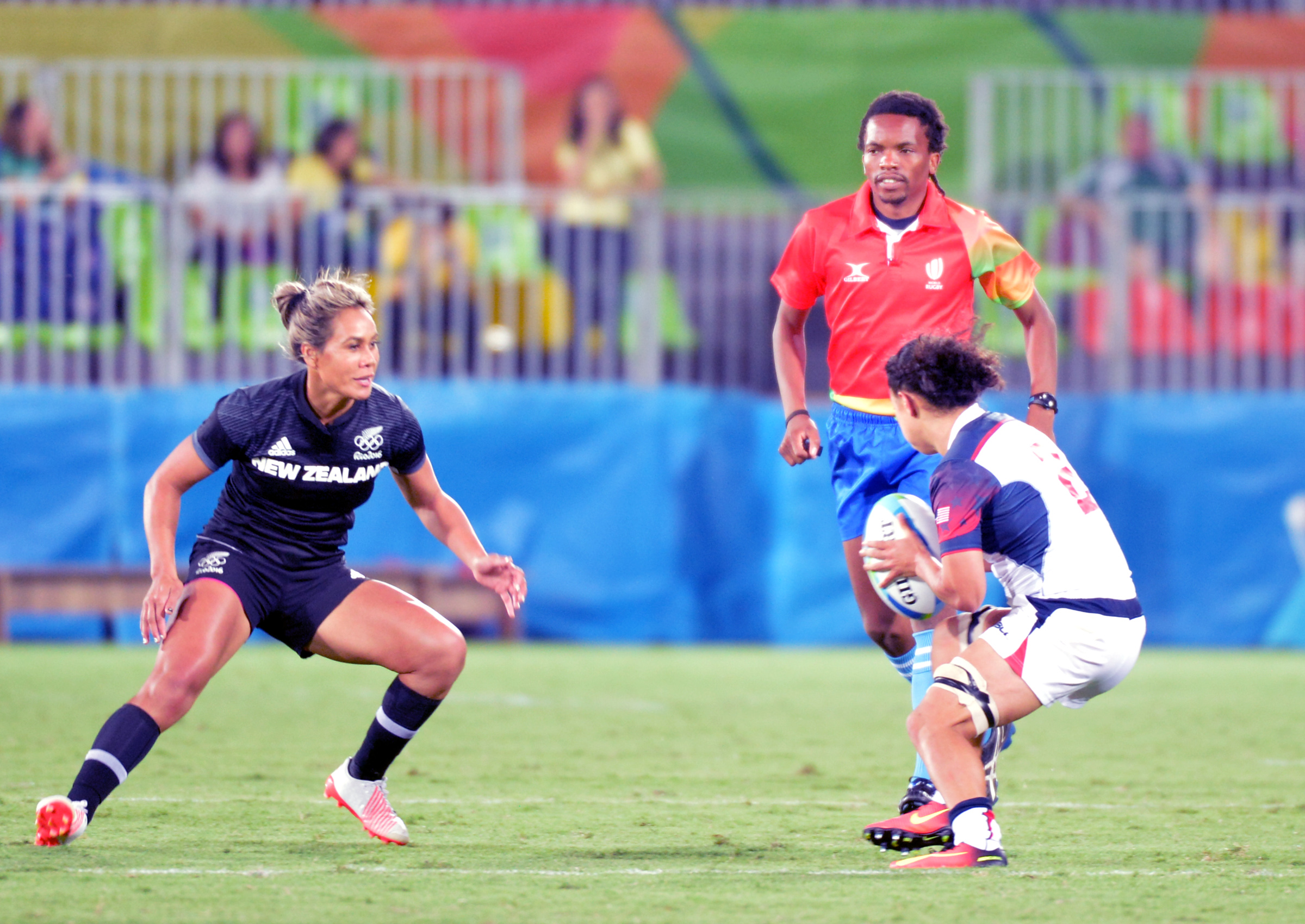
هوریانا مانوئل (چپ) از نیوزیلند و کیلی گریفین (راست) از ایالات متحده.

اگرچه راگبی از زمان المپیک تابستانی ۱۹۲۴ به هیچ شکلی در المپیک حضور نداشت، IOC تصمیم گرفت تا نسخه هفت نفره این ورزش را به بازی‌ها بازگرداند. نسخه هفت نفره طی دو یا سه روز تکمیل می‌شود و شامل تیم‌های ملی است که حدود ۱۲ بازیکن دارند و مدت زمان مسابقه‌هایشان ۱۴ دقیقه است و این شرایط برای المپیک مناسب است. راگبی ۷ نفره برای المپیک ۲۰۱۶ و المپیک تابستانی ۲۰۲۰ بعدی به ورطهٔ آزمون گذاشته شد. این ورزش پس از آن برای سال ۲۰۲۴ در پاریس و ۲۰۲۸ در لس آنجلس حفظ شد و با توجه به علاقمندی مردم استرالیا، انتظار می‌رود که در سال ۲۰۳۲ نیز در المپیک بریزبن باقی بماند.

### ۲۰۱۶
مسابقات راگبی ۷ نفره سال ۲۰۱۶ در یک میدان موقت در استادیوم دئودورو برگزار شد. برنامه اولیه این بود که مسابقات راگبی در استادیوم سائو ژانواریو برگزار شود. با این حال این برنامه‌ریزی لغو شد زیرا باشگاه مسئول محل برگزاری مهلت ارائه پروژه خود را از دست داد. کمیته سازماندهی ورزشگاه المپیک ژائو هاولانژ را در نظر گرفت که باید با مسابقات دو و میدانی به اشتراک گذاشته می‌شد. بعداً اعلام شد که مسابقات راگبی در یک میدان موقت در استادیوم دئودورو برگزار می‌شود که با محل برگزاری پنج‌گانه مدرن مشترک است. در آوریل ۲۰۱۶، مارک ایگان، رئیس مسابقات راگبی جهانی، نگرانی‌هایی دربارهٔ پیشرفت ساخت و ساز در استادیوم موقت ۱۵۰۰۰ نفری را مطرح کرد.
این رقابت از ۶ تا ۱۱ اوت برگزار شد و حداکثر شش روز طول کشید. در بخش مردان، گروه A شامل فیجی، آرژانتین، ایالات متحده آمریکا و برزیل بود. گروه B شامل آفریقای جنوبی، استرالیا، فرانسه و اسپانیا بود. گروه C شامل نیوزلند، بریتانیای کبیر، کنیا و ژاپن بود. در گروه‌بندی بخش زنان نیز گروه A متشکل از استرالیا، ایالات متحده آمریکا، فیجی و کلمبیا. گروه B شامل نیوزلند، فرانسه، اسپانیا و کنیا بود و گروه C شامل کانادا، بریتانیا، برزیل و ژاپن می‌شد.
تیم زنان استرالیا در اولین فینال اتحادیه راگبی زنان در بازی‌های المپیک ۲۴–۱۷ نیوزیلند را شکست داد. نیوزلند زودهنگام پیش افتاد، اما استرالیا مقاومت کرد و خطرناک‌ترین تیم در تمام طول مسابقه به نظر می‌رسید. دفاع نیوزیلند اوایل بی‌رحم بود. استرالیا در دو دقیقه اول توپ را در اختیار داشت اما راهی برای عبور از آن وجود نداشت. نیوزلند در نهایت پس از پنج دقیقه از طریق کیلا مک‌آلیستر راهی پیدا کرد. استرالیا دو دقیقه بعد تقریباً فرصت داشت یک گل را جبران کند، اما دفاع وحشیانه یک به یک نیوزیلند مانع از این تلاش شد. در نهایت استرالیا در کرنر به گل رسید. به نظر می‌رسید که توپ زود به زمین زده شود و سپس بدون کنترل بازیکن استرالیایی اما تونگاتو از روی خط عبور کند. اما پنج امتیاز به تابلوی امتیازات آنان راه یافت. استرالیا تلاش خود را ادامه داد و دوباره درست در نیمه اول از طریق اوانیا پلیت به گل رسیدند. استرالیا نیمه دوم را افتضاح شروع کرد و توپ را به بیرون زد. اما آنها به زودی با تلاش برای الیا گرین و شارلوت کاسلیک برتری یافتند.
در مسابقات مردان، فیجی اولین مدال المپیک خود را با پیروزی قاطع ۴۳–۷ مقابل بریتانیای کبیر به دست آورد و تیم ملی آفریقای جنوبی با پیروزی مقابل ژاپن، جایگاه سوم را به دست آورد. فیجی که قبلاً هرگز مدال المپیکی با هر رنگی کسب نکرده بود، در ورزشگاه دئودورو با نتیجه‌ای درخشان در برابر بریتانیا، به اولین مدال طلای تاریخ خود در المپیک دست یافت. در دقیقه ابتدایی اوسیا کولینیسائو یک و یک را با تام میچل رها کرد و اگرچه کاپیتان هم‌تیمی او مانع حرکتش شد، کولینیسائو دراز کشید و توپ را از پشت سرش لمس کرد و به گل نخست دست یافت. تقریباً بلافاصله، فیجی برای گل دوم تلاش کرد. سامیسونی ویریویری قبل از ارسال به جری تووای برای گلزنی در زیر پست، دو بازیکن را پشت سر گذاشت. پس از آن بریتانیا شوکه شد و فیجی پنج بار دیگر توانست گل بزند.
معرفی راگبی ۷ نفره و داستان دست‌یابی کشور فیجی به نخستین مدال المپیک تاریخش، توانست یک دست‌آور موفقیت‌آمیز برای این ورزش در نخستین دورهٔ حضورش در المپیک باشد؛ با این حال راگبی آنیون از ورزش‌های بزرگ و اصلی در برزیل نبود.

### ۲۰۲۴
در المپیک ۲۰۲۴ پاریس بازی‌های راگبی مردان پیش از افتتاحیه المپیک آغاز شد و ظرف چهار روز، از ۲۴ تا ۲۷ ژوئیه ۲۰۲۴، برگزار شدند که در این میان روز سوم (۲۶ ژوئیه) هم به علت برگزاری افتتاحیه استراحت بوده و مسابقه‌ای برگزار نشد. بازی‌های همگی در ورزشگاه استاد دو فرانس شهر پاریس به عمل آمدند. پس از پایان رقابت‌های مردان، بخش بانوان از ۲۸ تا ۳۰ ژوئیه، ظرف سه روز، برگزار گردید. در هر بخش دوازده تیم به رقابت پرداختند و در بخش مردان فرانسه که میزبان بود، توانست نخستین مدال طلای این دوره از رقابت‌های خود را، با غلبه بر قهرمان هر دو دوره پیشین بازی‌ها یعنی فیجی، کسب کند. در بخش زنان نیز نیوزیلند عنوان قهرمانی را به دست آورد.

## مسابقات مردان

### خلاصه
| سال  | میزبان        | نهایی    | نهایی  | نهایی            | مسابقه مدال برنز | مسابقه مدال برنز | مسابقه مدال برنز |
| سال  | میزبان        | مدال طلا | امتیاز | مدال نقره        | مدال برنز        | امتیاز           | مقام چهارم       |
| ---- | ------------- | -------- | ------ | ---------------- | ---------------- | ---------------- | ---------------- |
| ۲۰۱۶ | ریو دو ژانیرو | · فیجی   | ۴۳–۷   | · بریتانیای کبیر | · آفریقای جنوبی  | ۵۴–۱۴            | · ژاپن           |
| ۲۰۲۰ | توکیو         | · فیجی   | ۲۷–۱۲  | · نیوزیلند       | · آرژانتین       | ۱۷–۱۲            | · بریتانیای کبیر |
| ۲۰۲۴ | پاریس         | · فرانسه | ۲۸–۷   | · فیجی           | · آفریقای جنوبی  | ۲۶–۱۹            | · استرالیا       |

### جدول مدال
| رتبه           | کشور           | طلا | نقره | برنز | مجموع |
| -------------- | -------------- | --- | ---- | ---- | ----- |
| ۱              | فیجی           | ۲   | ۱    | ۰    | ۳     |
| ۲              | فرانسه         | ۱   | ۰    | ۰    | ۱     |
| ۳              | بریتانیای کبیر | ۰   | ۱    | ۰    | ۱     |
| ۳              | نیوزیلند       | ۰   | ۱    | ۰    | ۱     |
| ۵              | آفریقای جنوبی  | ۰   | ۰    | ۲    | ۲     |
| ۶              | آرژانتین       | ۰   | ۰    | ۱    | ۱     |
| مجموع (۶ کشور) | مجموع (۶ کشور) | ۳   | ۳    | ۳    | ۹     |

### کشورهای شرکت کننده
راهنمای جدول
- 1st – قهرمان
- 2nd – نایب قهرمان
- 3rd – سوم
- 4th – چهارم
- •  – راه نیافت
- – میزبان
- Q – واجد شرایط مسابقات آتی

| کشور                | ۲۰۱۶    | ۲۰۲۰    | ۲۰۲۴    | سال‌ها |
| ------------------- | ------- | ------- | ------- | ----- |
| آرژانتین            | ششم     | سوم     | هفتم    | ۳     |
| استرالیا            | هشتم    | هفتم    | چهارم   | ۳     |
| برزیل               | دوازدهم | •       | •       | ۱     |
| کانادا              | •       | هشتم    | •       | ۱     |
| فیجی                | نخست    | نخست    | دوم     | ۳     |
| فرانسه              | هفتم    | •       | نخست    | ۲     |
| بریتانیای کبیر      | دوم     | چهارم   | •       | ۲     |
| جمهوری ایرلند       | •       | دهم     | ششم     | ۲     |
| ژاپن                | چهارم   | یازدهم  | دوازدهم | ۳     |
| کنیا                | یازدهم  | نهم     | نهم     | ۳     |
| نیوزیلند            | پنجم    | دوم     | پنجم    | ۳     |
| ساموآ               | •       | •       | دهم     | ۱     |
| آفریقای جنوبی       | سوم     | پنجم    | سوم     | ۳     |
| کرهٔ جنوبی           | •       | دوازدهم | •       | ۱     |
| اسپانیا             | دهم     | •       | •       | ۱     |
| ایالات متحده آمریکا | نهم     | ششم     | هشتم    | ۳     |
| اروگوئه             | •       | •       | یازدهم  | ۱     |
| جمع                 | ۱۲      | ۱۲      | ۱۲      |       |

## مسابقات بانوان

### خلاصه
| سال  | میزبان        | نهایی      | نهایی  | نهایی      | مسابقه مدال برنز      | مسابقه مدال برنز | مسابقه مدال برنز |
| سال  | میزبان        | مدال طلا   | امتیاز | مدال نقره  | مدال برنز             | امتیاز           | مقام چهارم       |
| ---- | ------------- | ---------- | ------ | ---------- | --------------------- | ---------------- | ---------------- |
| ۲۰۱۶ | ریو دو ژانیرو | · استرالیا | ۲۴–۱۷  | · نیوزیلند | · کانادا              | ۳۳–۱۰            | · بریتانیای کبیر |
| ۲۰۲۰ | توکیو         | · نیوزیلند | ۲۶–۱۲  | · فرانسه   | · فیجی                | ۲۱–۱۲            | · بریتانیای کبیر |
| ۲۰۲۴ | پاریس         | · نیوزیلند | ۱۹–۱۲  | · کانادا   | · ایالات متحده آمریکا | ۱۴–۱۲            | · استرالیا       |

### جدول مدال‌ها
| رتبه           | کشور                | طلا | نقره | برنز | مجموع |
| -------------- | ------------------- | --- | ---- | ---- | ----- |
| ۱              | نیوزیلند            | ۲   | ۱    | ۰    | ۳     |
| ۲              | استرالیا            | ۱   | ۰    | ۰    | ۱     |
| ۳              | کانادا              | ۰   | ۱    | ۱    | ۲     |
| ۴              | فرانسه              | ۰   | ۱    | ۰    | ۱     |
| ۵              | ایالات متحده آمریکا | ۰   | ۰    | ۱    | ۱     |
| ۵              | فیجی                | ۰   | ۰    | ۱    | ۱     |
| مجموع (۶ کشور) | مجموع (۶ کشور)      | ۳   | ۳    | ۳    | ۹     |

### کشورهای شرکت‌کننده
راهنمای جدول
- 1st – قهرمان
- 2nd – نایب قهرمان
- 3rd – سوم
- 4th – چهارم
- •  – راه نیافت
- – میزبان
- Q – واجد شرایط مسابقات آتی

| کشور                | ۲۰۱۶ | ۲۰۲۰ | ۲۰۲۴ | سال‌ها |
| ------------------- | ---- | ---- | ---- | ----- |
| استرالیا            | ۱    | ۵    | ۴    | ۳     |
| برزیل               | ۹    | ۱۱   | ۱۰   | ۳     |
| کانادا              | 3    | ۹    | ۲    | ۳     |
| چین                 | •    | ۷    | ۶    | ۲     |
| کلمبیا              | ۱۲   | •    | •    | ۱     |
| فیجی                | ۸    | 3    | ۱۲   | ۳     |
| فرانسه              | ۶    | ۲    | ۵    | ۳     |
| بریتانیای کبیر      | ۴    | ۴    | ۷    | ۳     |
| جمهوری ایرلند       | •    | •    | ۸    | ۱     |
| ژاپن                | ۱۰   | ۱۲   | ۹    | ۳     |
| کنیا                | ۱۱   | ۱۰   | •    | ۲     |
| نیوزیلند            | ۲    | ۱    | ۱    | ۳     |
| روسیه               | •    | ۸    | •    | 1     |
| آفریقای جنوبی       | •    | •    | ۱۱   | ۱     |
| اسپانیا             | ۷    | •    | •    | ۱     |
| ایالات متحده آمریکا | ۵    | ۶    | 3    | ۳     |
| Total               | ۱۲   | ۱۲   | ۱۲   |       |

1. ↑  Russia's total includes one appearance as آراوسی (روسیه در بازی‌های المپیک تابستانی ۲۰۲۰) in 2020.

## جدول مدال ترکیبی
بروزرسانی تا پایان بازی‌های المپیک ۲۰۲۴.
| رتبه           | کشور                      | طلا | نقره | برنز | مجموع |
| -------------- | ------------------------- | --- | ---- | ---- | ----- |
| ۱              | نیوزیلند (NZL)            | ۲   | ۲    | ۰    | ۴     |
| ۲              | فیجی (FIJ)                | ۲   | ۱    | ۱    | ۴     |
| ۳              | فرانسه (FRA)              | ۱   | ۱    | ۰    | ۲     |
| ۴              | استرالیا (AUS)            | ۱   | ۰    | ۰    | ۱     |
| ۵              | کانادا (CAN)              | ۰   | ۱    | ۱    | ۲     |
| ۶              | بریتانیای کبیر (GBR)      | ۰   | ۱    | ۰    | ۱     |
| ۷              | آفریقای جنوبی (RSA)       | ۰   | ۰    | ۲    | ۲     |
| ۸              | آرژانتین (ARG)            | ۰   | ۰    | ۱    | ۱     |
| ۸              | ایالات متحده آمریکا (USA) | ۰   | ۰    | ۱    | ۱     |
| مجموع (۹ کشور) | مجموع (۹ کشور)            | ۶   | ۶    | ۶    | ۱۸    |